# Айнагулов, Мейрамбек Мырзагалиевич
Мейрамбек Мырзагалиевич Айнагулов (каз. Мейрамбек Мырзағалиұлы Айнағұлов, род. 17 февраля 1994 года, Шалкар, Актюбинская область, Казахстан) - казахстанский борец греко-римского стиля. Призёр чемпионатов мира и Азии, а также Азиатских игр. Участник летних Олимпийских игр 2020 года в Токио.

## Биография
С 2003 года занимается греко-римской борьбой, воспитанник ДЮСШ № 1 им. В. Цехановича , тренер Рахымжан Бахытжанов. В 2009 и 2010 годах завоёвывает бронзовые награды чемпионатов Азии среди кадетов. Чемпион мира 2011 года среди кадетов в категории до 50 кг. Бронзовый призёр чемпионата Азии 2014 года среди юниоров в категории до 60 кг.
В 2015 году победил на летних Всемирных военных играх в категории до 59 кг. В 2016 и 2018 гг завоевал бронзу на чемпионатах мира среди военнослужащих.
На чемпионатах Азии завоёвывал серебро (2017), бронзу (2016, 2018)
В 2017 году в Париже стал вице-чемпионом мира в категории до 59 кг.
В 2018 году стал бронзовым призёром чемпионата Азии и Азиатских игр.
На предолимпийском чемпионате планеты в Казахстане в 2019 году в весовой категории до 60 кг, Мейрамбек завоевал бронзовую медаль и получил олимпийскую лицензию для национального Олимпийского комитета.
На Олимпиаде в Токио проиграл в первой схватке и выбыл из соревнований.